# Louis-François Papin
Louis-François Papin de La Clergerie (14 novembre 1738, Ancenis - 25 mars 1814, Ancenis), est un avocat, magistrat et homme politique français, député à l'Assemblée législative.

## Biographie
Fils de Louis Papin, sieur de La Clergerie, notaire et procureur à Ancenis, procureur fiscal de la Guibourgère et sénéchal des Ragotières et Bilières, et de sa première épouse Anne Chapouillon, Louis-François Papin se fait recevoir avocat au parlement de Bretagne, et devient sénéchal du comté de Sérent et de la baronnie de Montrelais.
Député d'Ancenis aux États de Bretagne en 1788, il devient, en 1790, administrateur du département de la Loire-Inférieure, secrétaire de l'assemblée électorale de Nantes, et rédige, en cette qualité, une adresse au roi Louis XVI. 
Élu, le 3 septembre 1791, député de la Loire-Inférieure à l'Assemblée législative, il fait partie du comité des assignats et des monnaies, vote avec les modérés, et dépose sur le bureau de l'Assemblée (février 1792) un travail sur les banques de secours. 
Après la session, il revient à Ancenis, fait partie en juillet 1793 du comité d'approvisionnement de l'armée royaliste, et, à la reprise de la ville par les républicains, est condamné à mort. Mais une maladie grave, dont il est alors atteint, lui vaut un sursis, qui le sauve. 
Le gouvernement consulaire le nomme président du tribunal civil d'Ancenis, fonctions qu'il remplit jusqu'à sa mort.

## Sources
- « Louis-François Papin », dans Adolphe Robert et Gaston Cougny, Dictionnaire des parlementaires français, Edgar Bourloton, 1889-1891 [détail de l’édition] [texte sur Sycomore]
- René Kerviler, Cent ans de représentation bretonne, 2e série, Assemblée législative p. 88, 89)